# Oscar Alin
Oscar Josef Alin i riksdagen kallad Alin i Uppsala, född 22 december 1846 i Falun, död 31 december 1900 i Stockholm, var en svensk historiker och statsvetare som var skytteansk professor vid Uppsala universitet 1882–1900.

## Biografi
Oscar Alin föddes i Falun under en resa som hans föräldrar företog. Fadern, auditören Oscar Jonas Alin, var verksam i Leksand; farfadern Jonas Alin var häradshövding i Säters län och Österdalarna. Modern hette Maria Josefa Ekman. Fadern avled när Oscar Alin var tre år, och farfadern året därefter. Den unge Oscar Alin växte huvudsakligen upp i Säter med sin mor. Modern, som var ättling till Christoffer Polhem, gifte om sig med kommissionslantmätare David Samuel Wolcker.
Han studerade i Falun, och skrevs in vid Uppsala universitet hösten 1865. Han avlade filosofie kandidatexamen 1871, och hade under tiden haft tjänst som amanuens vid ärkebiskop Henrik Reuterdahls och professor skytteanus Wilhelm Erik Svedelius bibliotek. Den senare blev en fadersfigur för honom. Under studietiden hann han även översätta tyska verk i historia.
Den 21 maj 1872 disputerade Alin i historia med avhandlingen Bidrag till svenska rådets historia under medeltiden 1. Detta verk gav honom, förutom doktorstiteln även Geijers historiska pris, och Svedelius erbjöd honom en tjänst som docent i statsvetenskap som han tillträdde nio dagar senare. Samma år blev han dessutom extra ordinarie amanuens vid universitetsbiblioteket.
Åren 1876–1882 var Alin vid sidan av karriären vid universitetet rektor för Uppsala högre elementarläroverk för flickor. Under den tiden upprätthöll han flera gånger den skytteanska professuren, men innehade även förordnanden i historia som adjunkt och extra ordinarie professor. Han var därtill verksam vid hovet och undervisade Victoria av Baden, samt prinsarna Oscar och Carl. Den 31 mars 1882 tillträdde han ämbetet som skytteansk professor.
I samband med att han tillträdde detta ämbete, blev han rekryterad till politiken. Han var ledamot av Uppsala läns landsting 1884 till sin död, och var ordförande där 1894 och 1899–1900. Han var censor under flera perioder. 1889–1899 deltog han i riksdagen för Uppsala i första kammaren, och var ledamot i Konstitutionsutskottet, hemliga utskottet, samt i kommittén om förhållandet mellan Sverige och Norge. Året före sin död blev han rektor för Uppsala universitet.
Han var ledamot av Kungliga Samfundet för utgivande av handskrifter rörande Skandinaviens historia, Vitterhetsakademien, Vetenskapssocieteten i Uppsala, Humanistiska vetenskapssamfundet i Uppsala, kommendör av andra klassen av Nordstjärneorden, och hedersdoktor i juridik.
Oscar Alin är begravd på Uppsala gamla kyrkogård. Han var från 1879 gift med Gerda Elisabet Sallander, född 13 september 1859, död 13 september 1909, dotter till kyrkoherden i Forshälla, Edvard Wilhelm Sallander och hans hustru Hedvig Ulrika (Eleonora) Ladau.

## Vetenskaplig och politisk gärning
Alin inledde sin statsvetenskapliga insats med doktorsavhandlingen, och till hans främsta verk i ämnet är Sveriges nydaningstid 1521–1611 (1877–78), biografiska skildringar av Karl XIV Johan (för detta verk erhöll Alin 1894 ett hederspris från Karl Johans förbundet), riksdagens historia, folk- och statsrättsliga skrifter om unionen med Norge, särskilt Den svensk–norska unionen (1889–91, 1902). Han var en förgrundsgestalt för tidens fosterlandskärlek, och bidrog avsevärt till att stärka den nationalanda som kännetecknar epoken. Hans mest berömda tes var att Norge tillfallit Sveriges konung såsom representant för riket. De anhängare han fick till denna unionshistoriska infallsvinkel och hans övriga teorier, kallas "Alinska skolan".
Unionsfrågan var även ett av hans huvudsakliga engagemang som riksdagsman. En annan sak han ivrade för, var att värna om den sorts kungamakt som enligt hans mening är fundamental i 1809 års regeringsform, där kungen är statens representant. De frågor som berörde honom, och som han kämpade för, var av konstitutionell art, varför sociala och andra praktiska frågor inte intresserade honom i samma utsträckning.
Oscar Alin företrädde inom statsvetenskapen en formaljuridisk, statsrättslig uppfattning av staten. Han utövade med denna ett betydande inflytande på den samtida vetenskapen, men flera av hans lärjungar, såsom Rudolf Kjellén, skulle efter hand överge lärofaderns uppfattning för en mer organisk statssyn.